# Bidesmida
Bidesmida is een geslacht van insecten uit de familie van de dwerggaasvliegen (Coniopterygidae), die tot de orde netvleugeligen (Neuroptera) behoort.

## Soort
- B. morrisoni V. Johnson, 1977